# 松平忠泰 (桑折藩嫡子)
松平 忠泰（まつだいら ただやす）は、江戸時代中期の陸奥国桑折藩の世嗣。官位は従五位下・織部正。

## 略歴
肥前国唐津藩主・松平乗久の九男として誕生。
長兄で桑折藩を立藩した松平忠尚の養子となり、元禄13年（1700年）に徳川綱吉に初御目見した。しかし、家督を継ぐことなく正徳2年（1712年）に早世した。代わって、忠尚と忠泰の甥にあたる忠暁が嫡子となった。